# Альварадо, Мануэла
Мануэла Альварадо Лопес (исп. Manuela Alvarado López) — гватемальская активистка и политик из числа коренных народов. Одна из основателей партии «Семилья», она является депутатом Центральноамериканского парламента от Гватемалы с 2024 года, избранной на всеобщих выборах 2023 года.

## Биография
Альварадо — представительница народа майя киче, она работала медсестрой и учительницей начальной школы в своём родном Кантеле (Кесальтенанго). Впоследствии Альварадо стала лидером общины. В процессе завершения гражданской войны в Гватемале она была избрана представителем женщин майя в Национальном совете по мирным соглашениям.
На всеобщих выборах 1995 года она была избрана депутатом Конгресса от департамента Кетсальтенанго по списку коалиции «Демократический фронт Новой Гватемалы», связанной с Гватемальским национальным революционным единством. Она вступила в должность 14 января 1996 года и стала одной из первых женщин-майя, получивших депутатский мандат.
Будучи членом Конгресса, в 1997 году она возглавила Законодательную комиссию по делам женщин. Во время её пребывания на посту был представлен первый законопроект о криминализации сексуальных домогательств и дискриминации. После этого она работала в финансовой комиссии парламента. Она не баллотировалась на переизбрание и покинула Конгресс в 2000 году.
Альварадо вернулась в политику как соосновательница левоцентристской партии «Семилья». Она заняла второе место в партийном списке в Центральноамериканский парламент на всеобщих выборах 2023 года и была избрана.